# Tumormarker
Een tumormarker (of tumormerker) is een bepaalde stof die in het bloed voorkomt bij kanker. Er zijn verschillende tumormarkers die bij verschillende soorten kanker in het bloed kunnen voorkomen. Sommige van deze stoffen komen slechts bij één bepaalde kankersoort voor, andere komen bij meerdere kankersoorten voor. 
Bekende voorbeelden van stoffen die als tumormarker gebruikt worden zijn:
- Alfafoetoproteïne (AFP), kan als marker gebruikt worden bij teelbalkanker.
- Carcino-embryonaal antigen (CEA), kan als marker gebruikt worden bij darmkanker.
- M2-PK, kan als marker gebruikt worden bij prostaatkanker, darmkanker, borstkanker, niercelkanker, longkanker, alvleesklierkanker, maagkanker, baarmoederhalskanker, ovariumcarcinoom.

Omdat in gezonde mensen deze stoffen ook in kleine hoeveelheden voor kunnen komen, kunnen deze markers in de meeste gevallen niet gebruikt worden voor het opsporen van kanker. Er zijn simpelweg te veel gezonde mensen met verhoogde waardes van tumormarkers. De tumormarkers worden vooral gebruikt voor het vervolgen van de kanker bij een patiënt. Als voor én na de behandeling de tumormarker gemeten wordt, kan beoordeeld worden of de behandeling effect heeft / heeft gehad. De tumormarker zal na een succesvolle behandeling een lagere waarde hebben. 
Als langere tijd na behandeling de tumormarker weer begint te stijgen, is dat een aanwijzing dat de kanker terugkeert.